# Impératrice He
L' Impératrice He (何皇后) (??? - 189), nom personnel inconnu, nom posthume Impératrice Lingsi (靈思皇后), est une impératrice de la dynastie chinoise des Han Orientaux. Seconde épouse de l'empereur Han Lingdi, elle est la mère de l'empereur Han Shaodi. Après la mort de Lingdi en 189, elle devient impératrice douairière lorsque son fils, Liu Bian, le nom de naissance de Shaodi, devient le nouvel empereur. Elle est impliquée dans le conflit entre son frère, le général en chef He Jin, et la faction des eunuques, qui cherchent tous deux à prendre le contrôle de la cour impériale des Han. Après l'assassinat de He Jin et l'élimination physique de la faction des eunuques, le seigneur de guerre Dong Zhuo profite de la vacance de facto du pouvoir pour entrer avec ses troupes dans la capitale impériale et prendre le contrôle du gouvernement. Par la suite, il dépose l'empereur Shaodi et le remplace par son demi-frère Liu Xie, qui devient l'empereur Han Xiandi, avant de faire empoisonner l'impératrice douairière.

## Contexte familial et jeunesse
Née dans le Xian de Wan (宛 縣), qui se trouve dans la commanderie de Nanyang (南陽 郡), Dame He n'est pas d'origine noble, contrairement à la plupart des impératrices de la dynastie Han. Son père, He Zhen (何 真), est un boucher et si le nom de famille de sa mère est inconnu, elle se prénomme "Xing" (興). Elle a deux demi-frères, He Jin et He Miao (何 苗), ainsi qu'une sœur cadette qui a épousé le fils adoptif de l'eunuque Zhang Rang.
Selon les légendes, elle rejoint le harem impérial de l'Empereur Han Lingdi parce que sa famille a corrompu les eunuques chargés de sélectionner les femmes pour servir l'empereur,. Selon les chroniques historiques chinoises, elle mesure sept chi et un cun de hauteur. En 176, elle donne naissance à Liu Bian, un fils de l'empereur Lingdi. Le hasard fait que Bian est le fils survivant le plus âgé de l'empereur, tous ceux né avant lui étant mort en bas âge ou dirant leur enfance. Lingdi étant persuadé que les décès de ses fils sont dus a une espèce de mauvais sort, il ordonne à Shi Zimiao (史 子 眇), un taoïste, d'élever son fils nouveau-né. Liu Bian reçoit le titre de "Marquis Shi" (史 侯), et Dame He devient une des favorites de l'empereur Lingdi, qui lui décerne le grade de "Dame Honorée" (貴人). Très vite, la nouvelle Dame Honorée se fait connaître pour être jalouse et cruelle, au point que les autres femmes du harem de Lingdi ont peur d'elle.

## Impératrice
En 180, l'Empereur Lingdi élève la Dame Honorée He au rang d'impératrice en remplacement de l'Impératrice Song qu'il a déposé en 178. L'année suivante, il décerne des titres aux parents de l'Impératrice He : son père défunt, He Zhen, devient à titre posthume "Général des Chariots de Cavalerie "(車騎 將軍) et " Marquis Xuande de Wuyang "(舞陽 宣德 侯), tandis que sa mère reçut le titre de "Dame de Wuyang" (舞陽 君).
À l'époque, l'une des épouses de l'Empereur Ling, la Belle Dame Wang (王 美人) tombe enceinte. Comme elle craint que l'Impératrice He ne fasse du mal à son enfant à naître, elle tente de provoquer une fausse couche en consommant de la drogue, mais en vain. En effet, son enfant est toujours vivant et, selon le Hou Han Shu, Dame Wang rêve du soleil. En 181, elle donne naissance à un fils, Liu Xie. Immédiatement, l'impératrice He ordonne qu'elle soit empoisonnée, ce qui rend fou de rage l'empereur Lingdi lorsqu'il le découvre. Au début, il veut déposer l'impératrice, mais les eunuques réussissent à le persuader de l'épargner. L'orphelin Liu Xie est confié à sa grand-mère, l'impératrice douairière Dong, qui l’élève et il reçoit le titre de «Marquis Dong» (董 侯).
Quand ses proches lui demandent de nommer l'un de ses fils prince héritier, l'empereur Lingdi est pris dans un dilemme, car il est incapable de choisir entre Liu Bian et Liu Xie, ses deux seuls fils survivants. En effet, il estime que Liu Bian est inapte à être empereur parce qu'il est frivole et incapable d'imposer le respect et préfère Liu Xie. Cependant, il pense que s'il choisit Liu Xie, l'impératrice He va se tourner vers son demi-frère, He Jin, pour obtenir de l'aide. Hors He Jin occupe le poste de général en chef (大 將軍) et est une figure très influente de la cour impériale. Finalement, Lingdi ne nomme aucun de ses fils prince héritier.

## Impératrice douairière
Lorsque l'empereur Lingdi tombe gravement malade en 189, il confie secrètement Liu Xie, âgé de huit ans, à un de ses proches collaborateurs, l'eunuque, Jian Shuo. Lorsque Lingdi meurt, Jian Shuo tente d'attirer He Jin dans un piège pour l'assassiner, puis installer Liu Xie sur le trône. Cependant, Pan Yin (潘 隱), un autre eunuque proche de He Jin, informe le général en chef au sujet du complot de Jian Shuo. Il retourne immédiatement dans son camp militaire et fait semblant d'être malade, ce qui lui permet de ne pas répondre lorsqu'il est convoqué pour entrer dans le palais. Le plan de Jian Shuo pour faire de Liu Xie le nouvel empereur a échoué, et c'est donc Liu Bian, alors âgé de 13 ans qui est intronisé. Bian est passé à la postérité sous le nom d'empereur Han Shaodi. L'impératrice He, en tant que mère de l'empereur, devient impératrice douairière et assiste aux séances de la cour impériale aux côtés de son fils. Comme l'empereur Shaodi est encore jeune, le général en chef He Jin et le grand tuteur Yuan Wei (袁 隗) servent de régents,.
À l'été 189, Jian Shuo apprend qu'He Jin et ses subordonnés complotent pour l'éliminer. Il tente alors de persuader ses collègues eunuques de se joindre à lui et de l'aider à assassiner He Jin. Cependant, ils ont été persuadés par Guo Sheng (郭勝), un eunuque proche de l'impératrice douairière He, de rejeter l'idée de Jian Shuo. Par la suite, Sheng fait arrêter et exécuter Jian Shuo, puis prend le contrôle des unités militaires qui étaient sous le commandement de Jian. Durant l'automne 189, Yuan Shao suggère à He Jin d'éliminer physiquement la faction des eunuques et de consolider le pouvoir impérial. L'impératrice douairière He rejette immédiatement l'idée, parce qu'elle l'oblige à dialoguer sur un pied d'égalité avec des hommes, ce qu'elle trouve offensant et immodeste. La dame de Wuynag, la mère de l'impératrice douairière et He Miao (何 苗), son frère, s'opposent également à ce plan parce qu'ils ont été soudoyés par les eunuques pour les protéger, et aussi, chose que tous deux rappellent à l'impératrice, parce que leur famille doit beaucoup aux eunuques. N'oublions pas que He est devenu l'épouse de l'empereur Lingdi parce que les eunuques l'ont aidée.
À la suite de l'échec de ce plan, He Jin écoute Yuan Shao lui suggérer une autre idée : ce dernier a secrètement demandé à quelques officiers militaires de province et autres chefs de guerre (Dong Zhuo, Wang Kuang, Qiao Mao et Ding Yuan) de conduire leurs troupes aux alentours de Luoyang, la capitale impériale, et de demander ouvertement que les eunuques soient exécutés. Le but de la manœuvre est, grâce à une telle démonstration de force, de réussir à faire pression sur l'impératrice douairière pour qu'elle agisse contre les eunuques. Au début, l'impératrice douairière He refuse de faire du mal aux eunuques, mais lorsque les troupes de Dong Zhuo commencent à s'approcher de Luoyang, elle ordonne aux eunuques de quitter le palais et de retourner dans leurs marquisats, la plupart de ces derniers ayant été élevés au rang de marquis par l'empereur Lingdi. Comme indiqué précédemment, la sœur cadette de l'impératrice douairière He a épousé le fils adoptif de Zhang Rang, le chef de la faction des eunuques. Lorsqu'il reçoit cet ordre de l'impératrice douairière, Zhang Rang va immédiatement voir sa belle-fille pour plaider sa cause auprès d'elle et lui demander de l'aide. Cette dernière informe immédiatement sa mère, la Dame de Wuyang, qui, à son tour, parle à l'impératrice douairière He. Cette dernière cède et convoque les eunuques au palais.
Vers fin août ou début septembre 189, les eunuques commencent à préparer l'assassinat d'He Jin. Ils rédigent un faux ordre impérial au nom de l'impératrice douairière, ordonnant à He Jin d'entrer dans le palais pour la rencontrer. Jin s'exécute, tombe dans une embuscade et meurt des mains des eunuques, qui le déclarent coupable de trahison. Après la mort d'He Jin, ses subalternes Wu Kuang (吳 匡) et Zhang Zhang (張 璋), ainsi que Yuan Shao, Yuan Shu et d'autres, entrent en révolte ouverte contre les eunuques et prennent d'assaut le palais afin de tuer les eunuques pour se venger. Ils massacrent sans discernement quiconque ressemble à un eunuque, y compris des jeunes gens qui n'ayant pas de barbe ou ayant juste l'air efféminé, en sont réduits à baisser leurs pantalons devant les soldats pour prouver qu'ils ne sont pas des eunuques. Pendant l'attaque, les vrais eunuques prennent en otage l'impératrice douairière He, l'empereur Shaodi et le prince de Chenliu (Liu Xie), avant de tenter de fuir le palais. Lu Zhi intercepte l'eunuque Duan Gui (段 珪) et sauve l'impératrice douairière. Dans le même temps, He Miao, un proche des eunuques, est tué par Wu Kuang et Dong Min(董旻), le frère cadet de Dong Zhuo. En tout, plus de 2 000 personnes meurent durant l'attaque. Profitant du chaos, un petit groupe d'eunuques réussit à sortir du palais avec l'empereur Shaodi et le prince de Chenliu; mais, traqués par leurs ennemis, ils se suicident en se jetant dans une rivière et laissent seuls les deux enfants. Ces derniers sont finalement été retrouvés près des berges et sauvés par Lu Zhi et Min Gong (閔 貢), qui les ramènent au palais.

## Mort
C'est à ce moment-là que le seigneur de guerre Dong Zhuo arrive avec ses troupes à Luoyang, la capitale impériale et récupère l'empereur et son frère. Voyant le profit qu'il peut tirer de la situation, il prend le contrôle du gouvernement central des Han. En 190, il dépose l'empereur Shaodi, qui est rétrogradé au rang de «prince de Hongnong», et le remplace par Liu Xie. Xie est passé à la postérité sous le nom d'empereur Han Xiandi. C'est une impératrice douairière en larmes et impuissante qui voit son fils destitué de force, tandis que les fonctionnaires regardent et n'osent rien dire, de peur de contrarier Dong Zhuo. Ce dernier transfère ensuite l'impératrice douairière au palais de Yong'an (永安 宮) et la fait empoisonné. Il fait également tué la mère de l'impératrice douairière, la Dame de Wuyang (舞陽 君). Dong Zhuo force ensuite l'empereur Xian à assister aux funérailles de l'impératrice douairière, qui se déroulent au village de Fengchang (奉 常 亭), un district de Luoyang. Les fonctionnaires qui assistent à l'enterrement sont vêtus de couleurs unies mais ne portent pas de tenue de deuil appropriée. En fait, c'est toute la cérémonie funèbre qui ne correspond pas au statut d'impératrice douairière de la défunte. Elle est enterrée dans le mausolée de Wenzhao (文 昭陵), avec l'empereur Lingdi, comme une impératrice et non une impératrice douairière, et est honorée à titre posthume du titre d'"impératrice Lingsi" (靈 思 皇后),.